# AO Kavala
AO Kavala ist ein griechischer Sportverein, der in der nordgriechischen Hafenstadt von Kavala zuhause ist. Der Verein, der hauptsächlich durch seine Fußballmannschaft bekannt ist, aber auch Volleyball und Leichtathletik betreibt, wurde 1965 gegründet.

## Geschichte
AO Kavala entstand 1965 aus einem Zusammenschluss der Vereine Phillipoi Kavala, Iraklis Kavala und AE Kavala, 1969 stieg der Klub erstmals in die Alpha Ethniki auf. Bis 1975 hielt die Mannschaft die Klasse, mit zweimal zehnten Tabellenplätzen erreichte sie dabei ihre besten Ergebnisse. Nach dem direkten Wiederaufstieg belegte sie den siebten Platz, konnte sich aber nicht nachhaltig in Mittelfeld etablieren und schaffte 1979 den Klassenerhalt mit nur einem Punkt Vorsprung auf Egaleo AO Athen. Auch in den folgenden Jahren blieb die Mannschaft im Abstiegskampf, 1982 fehlten als Tabellenvorletzter sieben Punkte zum FC Panserraikos auf dem letzten Nichtabstiegsplatz. 
Zwischenzeitlich sogar eine Spielzeit in der Gamma Ethniki antretend gelang AO Kavala unter Trainer Christos Terzanidis 1994 für eine Spielzeit die Rückkehr in die Alpha Ethniki. Nach dem Abstieg übernahm Georgios Paraschos den Trainerposten und führte die Mannschaft zum direkten Wiederaufstieg und anschließend zum sechsten Tabellenplatz – wenngleich dies die bis dato beste Platzierung in der Vereinsgeschichte war fehlten elf Punkte zu einem Europapokalplatz. Nachdem Paraschos daraufhin vom Ligakonkurrenten Iraklis Thessaloniki abgeworben wurde, hielt sich der Klub im mittleren Tabellenbereich, rutschte aber nach Paraschos Rückkehr 1999 in den Abstiegskampf und war zu Saisonende neben AO Proodeftiki, Apollon Smyrnis und AO Trikala einer von vier Absteigern, da die Liga von 18 auf 16 Teilnehmer reduziert wurde. 
Wiederum rutschte der Klub bis in die Drittklassigkeit ab, ehe 2008 ein steiler Aufstieg begann: als Meister der Nordstaffel der dritten Liga stieg die Mannschaft in die Beta Ethniki auf, wo als Tabellendritter ebenfalls ein Aufstiegsplatz belegt wurde und anschließend als Tabellensechster der Spielzeit 2009/10 die Europapokal-Playoffs in der Super League verpasst wurden. Mit einem siebten Platz in der folgenden Spielzeit schien sich der Klub etablieren zu können.
Der Verein war jedoch in einen im Juni 2011 aufgedeckten Fußballskandal verwickelt, in dem es um Spielmanipulationen, illegale Wetten und andere Vorwürfe ging. Der Eigentümer Stavros Psomiadis und Trainer Giannis Papakostas wurden verhaftet. Nach einer mehrstündigen Sitzung der Disziplinarkommission wurde Kavala wie auch Olympiakos Volos zum Zwangsabstieg in die zweite Liga verurteilt. Am 10. August gab der griechische Verband bekannt, dass die Strafen für beide Vereine in Punktabzüge von acht (für Volos) bzw. zehn Punkten (für Kavala) für die Saison 2011/12 gewandelt wurden. Klubpräsident Psomiadis bekam eine lebenslange Sperre und eine Geldstrafe in Höhe von 90.000 Euro. Am 23. August wurde jedoch von der zuständigen Kommission für Berufssport beschlossen, dass Kavala doch in die vierte Liga absteigen musste. Am 9. November 2011 wurde Psomiadis, der sich den griechischen Ermittlungsbehörden durch Flucht entzogen hatte, im mazedonischen Skopje festgenommen und in Auslieferungshaft genommen.
Nachdem AO Kavala schnell wieder in die drittklassige Gamma Ethniki aufgestiegen war, kämpfte die Mannschaft dort um die Rückkehr in die Beta Ethniki. Nach regelmäßigen Platzierungen unter den ersten Vier wurde sie 2019 mit 21 Siegen in 26 Saisonspielen Staffelsieger und qualifizierte sich damit für die aufgrund einer Ligareform zur dritten Spielklasse abgestuften Football League. Die Spielzeit 2019/20 wurde aufgrund der COVID-19-Pandemie vorzeitig abgebrochen, als Tabellensechster im eingefrorenen Klassement verpasste die Mannschaft ein Aufrücken in die zweithöchste Spielklasse. Wegen der Pandemie wurde die Liga 2020 wieder aufgeteilt, als Vizemeister der Nordstaffel hinter Veria FC steig die Mannschaft anschließend in die Super League 2 auf, war dort jedoch teilweise chancenlos und kassierte im Herbst 2021 jeweils 0:7-Auswärtsniederlagen bei Pierikos Katerini, Thesprotos FC, Niki Volos und Apollon Pontou. Am 11. Dezember 2021 wurde bekannt, dass Alexander Nouri als Trainer und Technischer Direktor verpflichtet wurde. Der Verein war zu diesem Zeitpunkt abgeschlagen Tabellenletzter der zweiten griechischen Liga. Zwar rückte der Klub in Folge etwas nach vorne, blieb aber auf den Abstiegsplätzen und am 26. März 2022 trat Nouri zurück, kurze Zeit später übernahm Nikos Karabiberis das Traineramt.

## Stadion
Die Mannschaft spielt im Stadio „Anthi Karagianni“, das über 12.500 Sitzplätze verfügt und nach der dreifachen Silbermedaillen-Gewinnerin der Sommer-Paralympics 2004 Anthi Karagianni, die aus Kavala stammt, benannt wurde.

## Bekannte Spieler
- Didi Constantini (1981–1982)
- Theodoros Zagorakis (1988–1992)
- Leszek Pisz (1997–2000)
- Igor Sypniewski (1997–1998)
- Marc Oechler (1999–2000)
- Dimitrios Salpingidis (2000–2002)
- Alex Alves (2008–2009)
- Fanis Katergiannakis (2008–2011)
- Charles Itandje (2009–2010)
- Zeljko Kalac (2009–2010)
- Vassilis Lakis (2009–2010)
- Wilson Oruma (2009–2010)
- Savo Pavićević (2009–2010)
- Ebi Smolarek (2009–2010)
- Craig Moore (2010)
- Jean-Claude Darcheville (2010–2011)
- Igor Tomašić (2010–2011)
- Nemanja Vučićević (2010–2011)
- Łukasz Mierzejewski (2011)
- Marc Pfertzel (2011)
- Sebastian Tiszai (2013)
- Patrick Ebert (2021–2022)
- Caiuby (2022)
- Anastasios Lagos (2024–)

## Trainer
- Grzegorz Lato (1997)
- Reiner Maurer (2008)
- Nikolaos Anastopoulos (2008–2009)
- Aad de Mos (2010)
- Henryk Kasperczak (2010–2011)
- Alexander Nouri (2021–2022)